# La joya de la corona
La joya de la Corona es la denominación que recibe una división propiedad de una empresa que resulta especialmente valiosa y que, ante una potencial oferta de adquisición por el conjunto de la empresa, puede amenazar con escindirla en otra sociedad para frenar la compra. Así, mediante esta venta de sus activos más valiosos se reduce el atractivo de la empresa y el potencial interés del adquiriente.

## Definición
Es la unidad más valiosa de una empresa, tal como se define por características tales como la rentabilidad, el valor de los activos y las perspectivas de futuro. Los orígenes de este término se derivan de los tesoros más valiosos e importantes que los soberanos poseían.
A pesar del hecho de que las «joyas de la corona» son a menudo la parte más valiosa de una empresa, algunas empresas optan por usar sus «joyas de la corona» como parte de una defensa pública de adquisición. Una empresa puede emplear esta defensa de las «joyas de la corona» con la creación de cláusulas de blindaje que obliga a la venta de sus «joyas de la corona» si se produce una adquisición hostil. Esto disuade a potenciales adquirentes de intentar tomar el control. Otro método para evitar adquisiciones hostiles consiste en la venta (o simple amenaza de venta) de la «joya de la Corona» a lo que se denomina un «caballero blanco», con el fin protegerse de la adquisición o mejorar el monto monetario ofrecido en un principio por el comprador.